# Dardano Fenulli
Dardano Fenulli (Reggio Emilia, 3 agosto 1889 – Roma, 24 marzo 1944) è stato un generale e partigiano italiano, operante nel Fronte militare clandestino, fu vittima dell'eccidio delle Fosse Ardeatine; fu insignito della medaglia d'oro al valor militare alla memoria.

## Biografia
Figlio di Saverio e Rosa Ferrari, s'arruolò come volontario nel 1906 nel Reggimento "Lancieri di Milano", successivamente studiò all'Accademia militare di Modena dalla quale ne uscì nel 1912 con il grado di sottotenente di cavalleria. Nello stesso anno il padre trovò la morte a Derna nel corso della guerra italo-turca e pertanto venne decorato con la medaglia d'argento al valor militare alla memoria.
Dardano Fenulli invece venne invece inquadrato nei Cavalleggeri di Lucca e partì alla volta della Tripolitania. Alla fine della prima guerra mondiale, nel corso della quale aveva preso parte ai combattimenti sul Col Briccon e sulla Cima Bocche e anche perso il fratello minore Saverio caduto nel 1917, venne assegnato al Reggimento Nizza Cavalleria con il grado di capitano.
Nel 1938, con il grado di tenente colonnello, prese parte ad operazioni di contrasto alla guerriglia in Etiopia. Per il lavoro svolto venne premiato con una medaglia d'argento al valor militare. Nel 1941, nominato colonnello, Fenulli venne mandato in Jugoslavia alla testa dei "Lancieri di Vittorio Emanuele". Due anni dopo venne nominato Generale di brigata e vicecomandante della Divisione corazzata Ariete. Nei giorni immediatamente successivi l'8 settembre 1943 guidò alcune operazioni contro i tedeschi nei pressi di Roma, ma la firma del cessate il fuoco fermò ogni sorta d'iniziativa militare contro il nemico.

Lapide dedicata a Fenulli, Reggio Emilia

Il generale Fenulli entrò a far parte, come uno dei vertici, delle nascenti formazioni partigiane che operavano nella capitale e nel Lazio. Tradito da un delatore, venne arrestato dai tedeschi nel febbraio 1944. Dopo un periodo di detenzione nelle carceri di via Tasso, venne giustiziato alle Fosse Ardeatine il 24 marzo 1944. Per il suo sacrificio venne decorato con la medaglia d'oro al valor militare alla memoria.

## Riconoscimenti
A Pinerolo la caserma "Principe Amedeo", ora sede del Museo storico dell’Arma di Cavalleria, venne ribattezzata nel 1961 con il nome del generale reggiano. A Reggio nell'Emilia, sua città natale, è stata intitolata alla sua memoria una strada, mentre sulla facciata del Palazzo del Comune è stata posta una lapide che ricorda il sacrificio del generale.
Nel 2015 il testamento spirituale di Fenulli venne scelto come traccia del tema di ambito storico per la prova di italiano degli esami di stato di istruzione secondaria superiore.
Si ridesta così il sogno avveratosi ed ora svanito: ci auguriamo di veder l’Italia potente senza minaccia, ricca senza corruttela, primeggiante, come già prima, nelle scienze e nelle arti, in ogni operosità civile, sicura e feconda di ogni bene nella sua vita nazionale rinnovellata. Iddio voglia che questo sogno si avveri.»
(Dardano Fenulli, Testamento spirituale)